# بخش مرکزی شهرستان خمیر
بخش مرکزی، یکی از بخش‌های شهرستان خمیر در استان هرمزگان ایران است. مرکز این بخش، شهر بندر خمیر است.

## تقسیمات کشوری
- بخش مرکزی شهرستان خمیر
  - دهستان کشار
  - دهستان خمیر

شهرها: بندر خمیر و بندر پل

## جمعیت
بر پایه سرشماری عمومی نفوس و مسکن در سال ۱۳۹۵، جمعیت بخش مرکزی شهرستان خمیر برابر با ۳۲٬۰۴۸ نفر بوده‌است.